# Georg Salemann (Geistlicher, 1597)
Georg Salemann (* 6. März 1597 in Schlawe; † 6. August 1657 in Reval) war ein deutsch-baltischer evangelisch-lutherischer Geistlicher, Autor und Übersetzer.

## Leben
Georg Salemann stammte aus einer pommerschen Pastoren- und Kaufmannsfamilie. Sein Vater war der gleichnamige Ältermann der Kaufleute in Schlawe, sein gleichnamiger Großvater Pastor in Ristow. Nach Schulbesuch in Pasewalk und Stettin studierte er Evangelische Theologie ab 1623 an der Universität Rostock.
1626 erhielt er einen Ruf in das damals wie Pommern unter schwedischer Herrschaft stehende Baltikum an die Gemeinde St. Jürgens in Harrien, heute Jüri in der Landgemeinde Rae (Estland). 1632 wechselte er als Diaconus (2. Pastor) an die Revaler Heiliggeistkirche; 1640 wurde er zum Pastor der hier beheimateten estnischsprachigen Gemeinde berufen.
Salemann hat viele Lieder und Sprichwörter ins Estnische übersetzt. Für das Neu Esthnische Gesangbuch überarbeitete er 45 estnische Lieder und brachte sie in Reime. Eine eventuell schon 1638 von ihm publizierte Sammlung von Liedern unter dem Titel Geistliche Freude ist derzeit in keinem Exemplar mehr nachweisbar.
Er starb an der 1657 während des Zweiten Nordischen Krieges in Estland grassierenden Pest, der auch sein Kollege (und Konkurrent) Heinrich Stahl zum Opfer fiel.
Georg Salemann wurde zum Stammvater einer bedeutenden bürgerlichen deutsch-baltischen Familie in Estland. Dazu gehören sein Sohn, der Bischof Joachim Salemann (der Ältere), sein Enkel, der in Dänemark wirkende Miniaturmaler Georg Saleman, und später der Revaler Bürgermeister Karl Johann Salemann, der Bildhauer Robert Salemann und der Orientalist Carl Salemann.

## Werke
- Christliches Gebet-Buch, Für die Eestnische Gemeine in Liefland, Aus geistreichen Gebetbüchern, sampt ezlichen Reim-Gebetlein in die Eestnische Sprache übersetzet. Reval: Simon 1673 (Digitalisat).